# Георгий (Мандзуранис)
Митрополи́т Гео́ргий (греч. Μητροπολίτης Γεώργιος Μαντζουράνης; род. 1952, Наксос, Южные Эгейские острова) — епископ Элладской православной церкви, митрополит Фиванский и Левадийский (с 2008).

## Биография
Родился в 1952 года на Наксосе, в Греции. Обучался в церковных школах Коринфа и Тиноса, а также Высшую церковную школу в Афинах.
С января 1973 по июль 1975 года служил в рядах вооружённых сил Греции.
В 1976 году митрополитом Никейским Георгием (Павлидисом) был рукоположён в сан диакона и в течение шести лет служил на приходе святого Луки, специализируюсь на пастырской помощи больным. Принимал участие в антисектантских семинарах в Афинской архиепископии.
В 1981 году окончил богословский институт Афинского университета. В 1982 году митрополитом Фиванским и Левадийским Иеронимом (Лиаписом) был рукоположён в сан пресвитера и служил проповедником в митрополии.
С 1983 по 1987 год эпитропом в Алиартосе. С 1986 года он постоянно проживал в монастыре Святого Луки (Осиос-Лукас), а в октябре 1987 года был настоятелем монастыря и оставался в этой должности до своего избрания епископом. Во время его игуменства, благодаря вкладу и поддержке местных жителей, а также паломников из Беотии, всей Греции и других стран, многие здания и объекты монастыря были сохранены, восстановлены и вновь открыты.
В 2002 году, учитывая его опыт работы по консервации и реставрации исторических объектов, он был назначен в Синодальный комитет по христианским памятникам.
24 июня 2008 года Священным синодом Элладской православной церкви он был избран для рукоположения в сан епископа.
28 июня 2008 года в кафоликоне монастыря Осиос-Лукас он был рукоположён в сан епископа и возведён в достоинство митрополита Фиванского и Левадийского.
12 июля 2008 года в соборе в Левадии состоялась его интронизация.